# Bogatić
Bogatić (cyr. Богатиħ) – wieś w Serbii, w okręgu maczwańskim, siedziba gminy Bogatić. W 2011 roku liczyła 6488 mieszkańców.